# Chér (альбом, 1971)
Chér (згодом перевиданий під назвою Gypsys, Tramps & Thieves) — сьомий студійний альбом американської співачки-акторки Шер, що вийшов у вересні 1971 року на лейблі «Kapp Records». Це перший альбом Шер, продюсуванням якого займався не її чоловік, Сонні Боно. Під час запису альбому Шер вперше співпрацювала з продюсером Снаффом Гарреттом і аранжувальником Елом Кеппсом. Альбом був перейменований після успіху однойменного синглу, «Gypsys, Tramps & Thieves». Він отримав позитивні відгуки критиків, а 2 липня 1972 року RIAA присвоїло йому статус «золотого». Платівка стала першим і найуспішнішим альбомом Шер 1970-х років. До альбому вийшли два сингли, «The Way of Love» і «Gypsies, Tramps & Thieves», обидва потрапили у топ-10 чарту «Billboard Hot 100».

## Передумови
Після невдач з попередніми альбомами у 1971 році Шер підписала контракт з лейблами «Kapp Records» і «MCA Records», на яких співачка випустила свої найуспішніші альбоми 1970-х років, вона співпрацювала з ними до 1974 року. Джонні Муссо, один з керівників «Kapp Records», вважав, що Шер і продюсер Снафф Гарретт зможуть успішно попрацювати разом і вирішив об'єднати їх в одну команду. Цього разу перед Гарреттом стояло завдання знайти нове звучання для першого «повернення» Шер.
Спочатку альбом вийшов у вересні 1971 року під назвою «Cher», а потім був перевиданий під назвою «Gypsys, Tramps & Thieves» через успіх першого синглу. Успіх альбому супроводжувався виходом на екрани комедійного телешоу «The Sonny & Cher Comedy Hour» на каналі CBS в серпні 1971-го. На телешоу Шер з'явилася з новим іміджем, де вона, відійшовши від звичайного для себе хіпі-стилю, стала одягатися у модельєра Боба Макі, який своїм вбранням підкреслив її екзотичну зовнішність і зробив її однією з наймодніших і найгламурніших жінок 1970-х років.

## Пісні і запис
Відкривав альбом — трек «The Way of Love», кавер-версія пісні Кеті Кірбі. Наступними кавер-версіями були — «Fire and Rain» і «He Is not Heavy, He's My Brother». Друга частина альбому включала adult contemporary-балади, поширений жанр тих часів.
Під час створення альбому записали також ще три пісні: «Classified 1-A», «Do not Put It On Me» і «Gentle Foe». Перші дві вийшли на британській версії альбому і пізніше, як промо-сингли в США. 2000 року «Classified 1-A» була представлена як бонус-трек у альбомі «not.com.mercial». «Gentle Foe» використали у 1971 році як саундтрек до документального фільму «Once Upon a Wheel», але вона так і не виходила офіційно.

## Реліз
Альбом з'явився 1971 року. 1992 року він вперше вийшов на компакт-диску. У серпні 1999 року американську версію альбому перевидали на «Universal Records» (під назвою «Gypsys, Tramps & Thieves») і у Великій Британії, у 1993 році, оригінальна версія альбому і наступний студійний альбом Шер, «Foxy Lady», були перевидані разом на одному компакт-диску під назвою «Cher/Foxy Lady», який містив всі треків з обох альбомів. 
«Gypsys, Tramps & Thieves» — була першим синглом альбому, який посів #1 у «Billboard Hot 100» і #4 у «UK Singles Chart». Пісня була написана Бобом Стоуном і називалася спочатку «Gypsys, Tramps and White Trash». Продюсер Шер, Снафф Гарретт, однак, наполіг, щоб назва була змінена і Стоун переписав пісню як «Gypsys, Tramps and Thieves». Вийшов через 4 роки після останнього топ-10 хіта Шер «You Better Sit Down Kids», сингл став «поверненням» Шер не тільки у топ-10 чартів, але й зміг на два тижні очолити чарт «Billboard Hot 100» в листопаді 1971 року. Сингл також очолив канадський і японський чарти і посів #4 у Великій Британії. Сингл став найуспішнішим для Шер на той момент, було продано понад 4.5 мільйонів копій у всьому світі.
«Gypsys, Tramps & Thieves» став першим синглом Шер «номером один» в США як сольної виконавиці, як в чарті «Billboard Hot 100», так і в чарті «Adult Contemporary». Назва пісні стала своєрідним прикладом різного написання «Gypsies»/«Gypsys». Пісня була виконана Шер наживо на телешоу «The Sonny & Cher Comedy Hour», де вона, одягнена як циганка, у великій перуці, співала перед фургоном і багаттям. Цей виступ став першим відеокліпом Шер. Також була створена друга версія відеокліпу, але вона мало чим відрізнялася від оригіналу, були лише вставлені уривки танців циганок. Другим і останнім синглом став відкриваючий трек альбому — «The Way of Love». Сингл провів три тижні у топ-10 «Billboard Hot 100», досягаючи максимального #7, його продажі склали більше 1 мільйона копій. Також він посів #2 в чарті «Adult Contemporary» і #5 в Канаді. Мелодія пісні була дуже схожа на музику хіта Перрі Комо «It's Impossible» 1970 року. Обидва треки були виконані в численних турах Шер.

## Оцінки критиків
«Chér» отримав загалом позитивні відгуки музичних критиків. Оглядач Джо Вільйоне з «AllMusic» схарактеризував пісні альбому як «поп-музику середнього класу» і назвав «Chér» «хорошим альбомом з деякими чудовими моментами». Він також написав, що «Шер ніколи не була проти андрогінної або нейтральної гендерної ідентичності у своїх піснях» і в музичному плані «її сольний матеріал може злетіти до висот, неможливих в дуеті, „The Way of Love“ — є одним із прикладів». «Rolling Stone» сказав, що «Шер дійсно володіє одним з найяскравіших голосів в сучасній поп-музиці», додавши, що: «В альбомі, завдяки оркестровому оформленню, Шер може розповісти свою історію».

## Комерційний успіх
Альбом дебютував #194 в «Billboard 200» наприкінці вересня 1971 року, у підсумку досягнувши #16. До 1972 року було продано понад 500 тисяч копій альбому в Америці, внаслідок чого, він отримав від RIAA статус золотого. Альбом став одним з найуспішніших в кар'єрі Шер і був номінований на «Греммі» в номінації «Best Pop Album». Альбом залишався в американських чартах протягом року, у 1992 році він був визнаний платиновим, з продажами у понад 1 мільйон копій.
Альбом також посів #14 в канадському чарті. В Європі альбом мав певний успіх в Норвегії, де він посів #21, але в британський альбомний чарт диск не потрапив. Він також досяг #43 в австралійському чарті альбомів.

## Трек-лист
| Перша сторона | Перша сторона                                      | Перша сторона              | Перша сторона |
| #             | Назва                                              | Автор                      | Тривалість    |
| ------------- | -------------------------------------------------- | -------------------------- | ------------- |
| 1.            | «The Way of Love»                                  | Ел Стіллмен Жак Дьюваль    | 2:32          |
| 2.            | «Gypsys, Tramps & Thieves»                         | Боб Стоун                  | 2:38          |
| 3.            | «He'll Never Know»                                 | Гаррі Ллойд Глорія Склеров | 3:27          |
| 4.            | «Fire and Rain»                                    | Джеймс Тейлор              | 3:01          |
| 5.            | «When You Find Out Where You're Goin' Let Me Know» | Лінда Лорі                 | 2:17          |
| 6.            | «Classified 1A» (UK bonus track)                   | Сонні Боно                 | 2:58          |

| Друга сторона | Друга сторона                         | Друга сторона           | Друга сторона |
| #             | Назва                                 | Автор                   | Тривалість    |
| ------------- | ------------------------------------- | ----------------------- | ------------- |
| 1.            | «He Ain't Heavy, He's My Brother»     | Боб Расселл Боббі Скотт | 3:31          |
| 2.            | «I Hate to Sleep Alone»               | Пеггі Клінгер           | 2:28          |
| 3.            | «I'm in the Middle»                   | Біллі Гейз              | 2:45          |
| 4.            | «Touch and Go»                        | Джеррі Фуллер           | 2:00          |
| 5.            | «One Honest Man»                      | Джинджер Греко          | 2:25          |
| 6.            | «Don't Put It on Me» (UK bonus track) | Сонні Боно              | 2:38          |

## Учасники запису
- Шер — вокал
- Снафф Гарретт — продюсер звукозапису
- Ел Кеппс — аранжування
- Ленні Робертс — інженер звукозапису
- Річард Аведон — фотографія

## Чарти
| Чарт (1971)                          | Позиція |
| ------------------------------------ | ------- |
| Австралія (Australian Albums (ARIA)) | 43      |
| Канада (Canada Top Albums/CDs (RPM)) | 14      |
| Норвегія (Norway Albums (VG-lista))  | 21      |
| США (US Billboard 200)               | 16      |

| Чарт (1972)            | Позиція |
| ---------------------- | ------- |
| США (US Cash Box)      | 91      |
| США (US Billboard 200) | 48      |

## Сертифікації і продажі
| Країна                                                 | Сертифікація | Продано  |
| ------------------------------------------------------ | ------------ | -------- |
| США (RIAA)                                             | Золото       | 500,000^ |
| ^цифри відвантаження, засновані тільки на сертифікації |              |          |